# القلب يهتف: هاديبا (فلم)
القلب يقول أهلًا (بالإنجليزية: Dil Bole Hadippa) هو فيلم بوليوودي صدر عام 2009 من إخراج انوراغ سينغ والتي تنتجها أديتيا شوبرا تحت راية ياش راج فيلمز. النجوم شاهيد كابور وراني مكرجي في الأدوار الرئيسية في القصة عن امرأة شابة كانت تتظاهر بأنها رجل للانضمام إلى فريق الكريكيت وكلهم من الذكور. والممثلين الثانويين انوبام خير، داليب تاهيل، راخي ساوانت وشيرلين شوبرا. وكان الفيلم صدر في 18 سبتمبر 2009، وتلقى ملاحظات سلبية عند الإفراج عنهم، وخيبة أمل شباك التذاكر. بل هو طبعة جديدة من فيلم هوليوود 2006 انها رجل.

## وصلات خارجية
- مقالات تستعمل روابط فنية بلا صلة مع ويكي بيانات